# 吉尔伯特·霍维·格罗夫纳

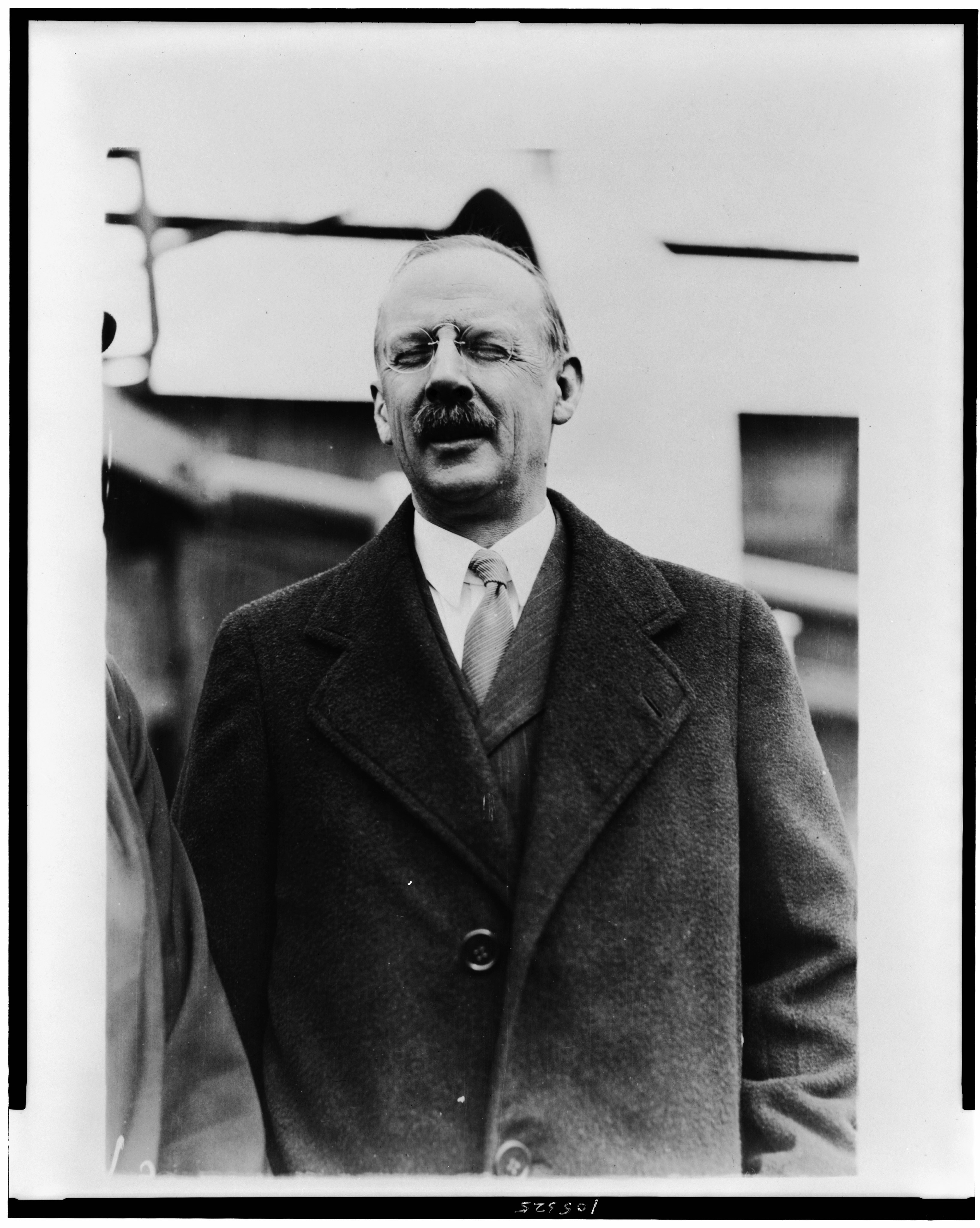
吉尔伯特·霍维·格罗夫纳

吉尔伯特·霍维·格罗夫纳（1875年10月28日 - 1966年2月4日）是一位美国杂志编辑，1899年至 1954年期間任国家地理编辑，1920年至1954年間任國家地理學會会长。 他還是威廉·霍华德·塔夫脱的表弟。 